# Géraud Venzac
Pour les articles homonymes, voir Venzac.
Géraud Venzac, né le 9 juin 1901 à Raulhac (Cantal) et mort le 30 avril 1981 à Godewaersvelde (Nord), est un prêtre français, moine, linguiste, critique littéraire et lexicographe, spécialiste de Victor Hugo. 

## Éléments biographiques
Fils d’un garçon de ferme vacher et d’une modiste, devenus ultérieurement boulangers, il naît à Raulhac, petit village du Cantal. Prêtre du diocèse de Saint-Flour, ordonné le 20 mars 1926 puis nommé chanoine honoraire de la cathédrale Saint-Pierre de Saint-Flour par Henri Pinson, il fut d’abord professeur à l’institution Saint-Eugène d’Aurillac puis professeur de littérature française à l'Institut catholique de Paris de 1943 à 1961, année où il devint moine trappiste à l'abbaye du Mont-des-Cats.
Mobilisé comme sergent-chef pendant la deuxième guerre mondiale, il réside après le conflit à Joinville-le-Pont, dans le domaine du Parangon, alors géré par les Sœurs de l’Assomption. Géraud Venzac contribue à plusieurs revues historiques, comme Le Vieux Saint-Maur, La Revue du Bas-Poitou, la Nouvelle Revue d'histoire littéraire de la France, Collectanea Ordinis Cisterciensis, la Revue de la Haute-Auvergne.
Il fut docteur ès-lettres en juin 1954, reçu avec la mention très honorable et les félicitations du jury. Ses deux thèses, sous la direction de Maurice Levaillant furent publiées l'année suivante sous le titre Les Premiers Maîtres de Victor Hugo pour la thèse secondaire et Les Origines religieuses de Victor Hugo pour la thèse principale. Il obtint pour cette dernière le prix Gustave-Le-Métais-Larivière 1956 de l'Académie française.
Entre 1936 et 1961, il publie plusieurs ouvrages sur la jeunesse et les territoires d’origine d’écrivains, essentiellement du dix-neuvième siècle : Barrès, Chateaubriand, André Chénier, Flaubert, Alexandre Guiraud, Victor Hugo, Lamartine, Montalembert, Renan, Taine, Paul Valéry, Arsène Vermenouze, Alfred de Vigny. Il est l’auteur en 1958 d’une mise à jour de l’Abrégé du Dictionnaire de la langue française d’Émile Littré, publié en 1875 par Amédée Beaujean. Il est également l’un des collaborateurs du Guide littéraire de la France publié en 1964, sous la direction de Francis Ambrière et Raymonde Bonnefous dans la collection des Guides bleus de l’éditeur Hachette.
Au sein du monastère, il contribue à la traduction depuis le grec ancien de Philocalie des Pères neptiques.
Plusieurs œuvres posthumes sont publiées, avec la collaboration de son neveu Georges Venzac : une traduction de la Vie de Géraud d'Aurillac, publiée en latin par Odon, abbé de Cluny, des Lettres de la Trappe, un livre consacré à son village natal, Raulhac, issu de son Journal tenu entre 1916 et 1961 ainsi que De l'Alliance du Trône et de l'Autel sous la Restauration.
Le chanoine Venzac a été nommé chevalier de la Légion d’honneur au titre des Arts et lettres par le ministre de l’Éducation nationale en août 1959.

## Publications
- De Chateaubriand à Barrès : au pays de leur enfance, F. Lanore, Paris, 1936.
- Participation à : André Combes, La Petite Sainte-Thérèse de Maxence Van der Meersch devant la critique et devant les textes, Éditions Saint-Paul, Paris, 1950.
- « Un poète de treize ans : Les premiers vers de Victor Hugo, album de vers inédits », dans le Harvard library bulletin, Volume 6, No 3, 1952, p. 336-357.
- Trois cahiers de vers français : [inédits, 1815-1818] / Victor Hugo, J. Damase, Paris, 1952.
- Tout entouré de mon regard marin... : le souvenir à Sète de Paul Valéry, Bar-le-Duc, 1954.
- Aux pays de leur enfance, Chateaubriand, Lamartine, Renan, Taine, Barrès, F. Lanore, Paris, 1956.
- « La Mère « vendéenne » de Victor Hugo [lettre semi-ouverte à M. Louis Chaigne sur l'énigme Sophie Hugo] » dans la Revue du Bas-Poitou, janvier 1956.
- Jeux d'ombre et de lumière sur la jeunesse d’André Chénier, Gallimard, Paris, 1957.
- Au pays de Madame Bovary, la Palatine, Paris-Genève, 1957 (photographies et croquis de Georges Venzac).
- En Grèce. Images et légendes, sites et croquis, Paris 1957.
- Jeux d'ombre et de lumière sur la jeunesse d'André Chénier, Paris 1957.
- « Retour à l'ascendance grecque d'André Chénier » dans la Revue d'histoire littéraire de la France, 57e année, no 2, avril-juin 1957, p. 161-177.
- Révisions et mises à jour de : Émile Littré, Dictionnaire de la langue française, abrégé par Amédée Beaujean, éditions universitaires, Paris 1958, 1959, 1960, 1964.
- « Les Romantiques à la Trappe, Chateaubriand, Victor Hugo, Alexandre Guiraud, Vigny, Montalembert, etc. » dans les Collectanea, juillet-septembre et octobre-décembre 1959.

Publications posthumes
- Géraud Venzac raconte Raulhac : journal 1916-1961, extraits, souvenirs, Aurillac, 1983.
- Lettres de la Trappe (Choix de lettres de l'auteur à P. Vermenouze, 1954-1981), 1988.
- De l'alliance du trône et de l'autel sous la Restauration : une nuance bizarre mais réelle, Éd. Cristel, Saint-Malo , 1999
- Participation au Guide littéraire de la France, coll. « Bibliothèque des guides bleus », Hachette, 1964.

## Sources
- « Rencontres cantaliennes. Henri Mondor et Géraud Venzac. Histoire d'une amitié. Documents » dans la Revue de la Haute-Auvergne, t. 50, 1986, p. 703-725.
- Géraud Venzac, Lettres de la Trappe (choix de lettres de l'auteur à P. Vermenouze, 1954-1981), 1988.